# Dudgeon (automóviles de vapor)

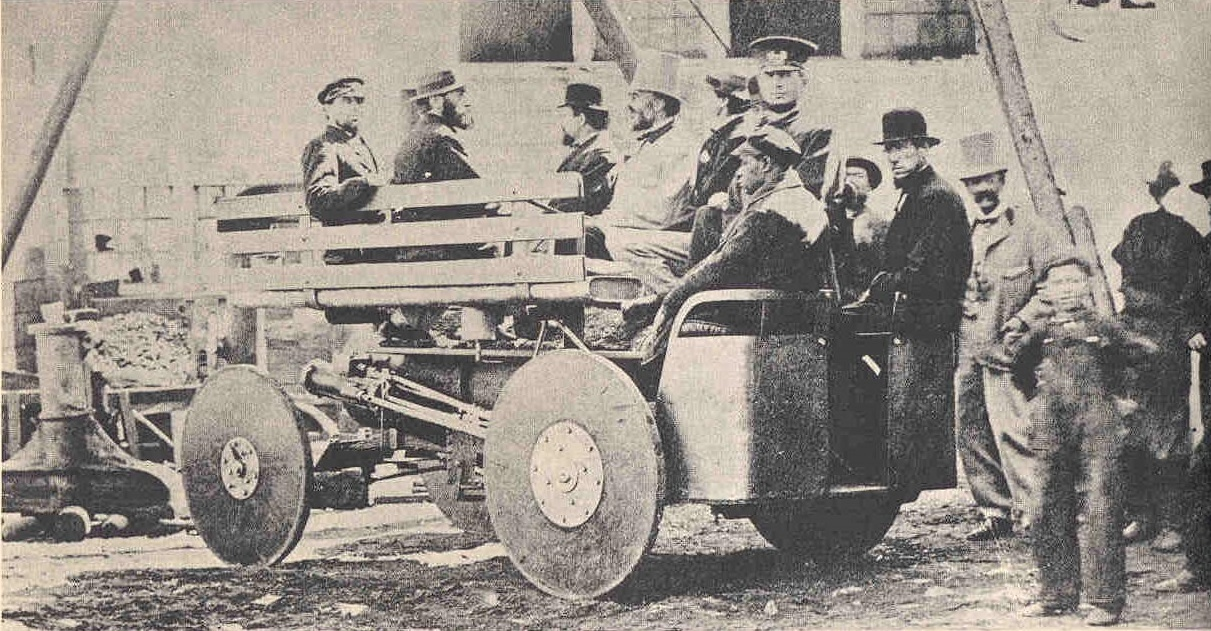
El "Red Devil Steamer" (Diablo Rojo a Vapor) de 1857

Dudgeon fue una compañía estadounidense constructora de automóviles de vapor, activa a mediados del siglo XIX.

## Historia
En 1855, el inventor Richard Dudgeon asombró a los habitantes de Nueva York conduciendo desde su casa hasta su lugar de trabajo un transporte de vapor. El ruido y las vibraciones generados por el Red Devil Steamer asustaban tanto a los caballos, que las autoridades municipales solo permitieron que circulase por una única calle.
Después de perder el vehículo original en un incendio, Dudgeon construyó una segunda versión en 1866. De nuevo encontró una gran oposición al vehículo, y se mudó con su familia a Long Island para evitar a las autoridades de la ciudad de Nueva York. En su nuevo emplazamiento, el transporte se convirtió en un elemento familiar, a menudo con un chico corriendo por delante para advertir a los caminantes del peligro que se acercaba.
Dudgeon recorrió con su transporte de vapor muchos centenares de millas, cubriendo en una ocasión una milla en menos de dos minutos. A pesar de que el inventor afirmaba que su transporte podía llevar 10 personas a 22 km/h consumiendo un barril de carbón de antracita, el vehículo no encajó en la mentalidad de la época y no pudo obtener el favor popular.